# Annihilation

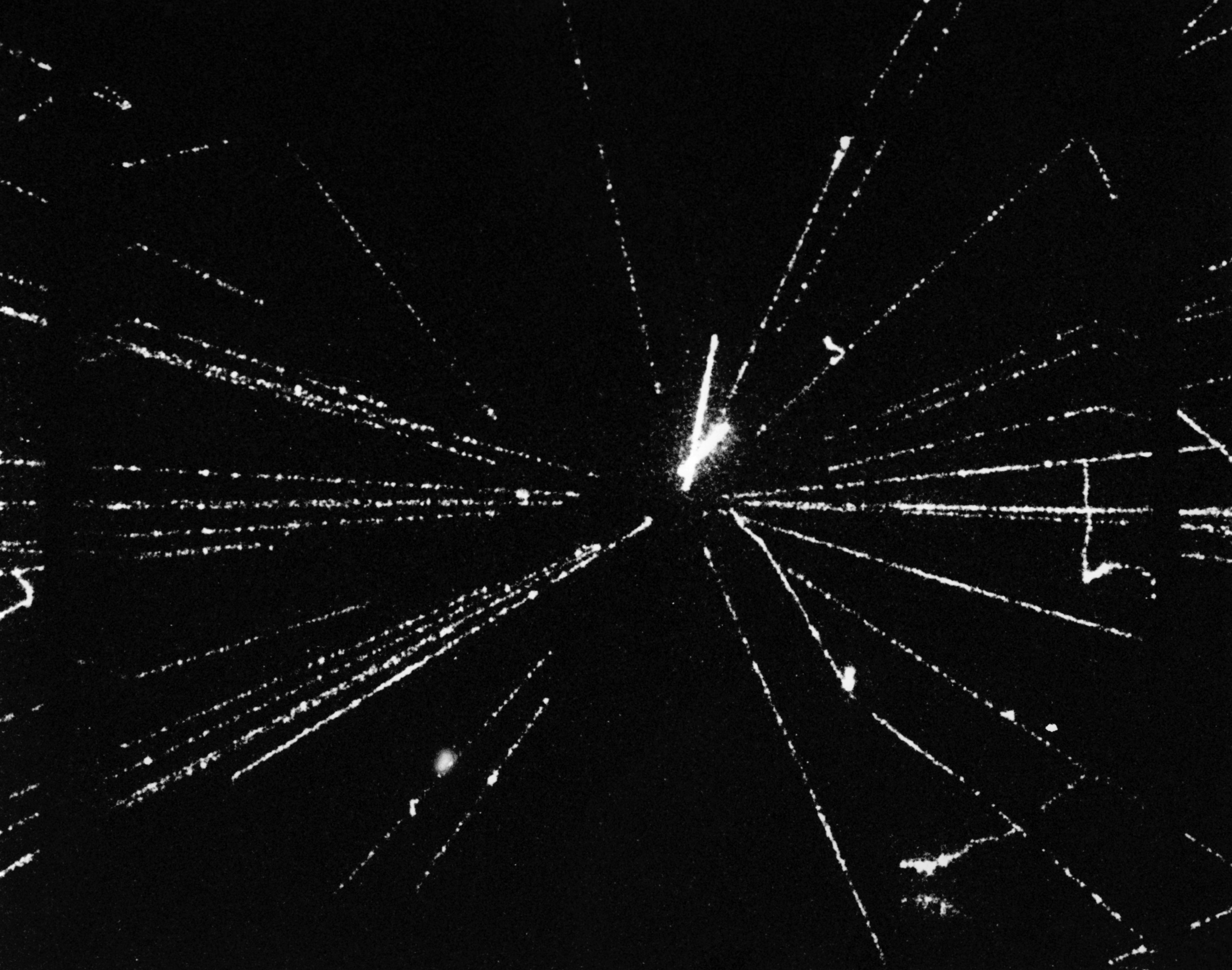

Annihilation sker när en subatomär partikel möter sin antipartikel, och materia transformeras till energi i någon form.
Annihilation (latin - annihilatio: förintelse) inom fysiken avser processer där en subatomär partikel kolliderar med sin antipartikel och förintas. Den totala energin som frigörs (den massekvivalenta energin plus partiklarnas rörelseenergi) omvandlas direkt till elektromagnetisk strålning och i vissa fall till nya subatomära partiklar. Partikeln och dess antipartikel har exakt motsatta kvanttal vilkas summa försvinner, så att också den resulterande skuren av nya partiklar har kvanttal som summerar till noll.

## Elektron-positron annihilation

### Lågenergetiskt fall
Den enklaste och lägstenergetiska annihilationen är elektron-positron annihilation som kan ge två γ-kvanta, var och en med en energi på 511 keV (det kan skrivas symboliskt , e+ + e- → 2γ). Detta gäller exakt endast i det icke-relativistiska gränsfallet (låga rörelseenergier) och kan göras med förhållandevis enkel utrustning i många fysiklaboratorier. Som positronkälla använder man radioaktiva betaplus-strålare, det vill säga material med instabila atomkärnor som sänder ut positroner, till exempel fluor-18. Positronerna skickas mot ett prov där annihilationen sker med någon av de många elektronerna. Den utsända positronen har från början en relativt liten rörelseenergi och blir sedan ytterligare nedbromsad i materialet till ännu lägre hastighet ("termiska energier") där det bildas en "positronium-atom", det vill säga ett positron-elektron par som cirkulerar runt varandra. Positronium har två möjliga grundtillstånd beroende på om positronens och elektronens spinn har samma eller motsatta riktningar. Tillståndet med motriktade spinn, totalt rörelsemängdsmoment 0, kallas "para-positronium" och sönderfaller genom annihilation där två γ-kvanta sänds ut i motsatta riktningar. Vinkeln är dock endast exakt 180° om positroniums rörelsemängd är noll. Om rörelsemängden är skild från noll blir vinkeln lite annorlunda, vilket kan utnyttjas till exempel för att mäta materialets elektrondensitet. En annan användning finns i den medicinska tekniken som positronemissionstomografi. Tillståndet där spinnen har samma riktning, totalt rörelsemängdsmoment 1, kallas "orto-positronium" och sönderfaller i tre γ-kvanta för att det totala rörelsemängdsmomentet måste bevaras. 

### Högenergetiskt fall
Om elektronen och positronen först accelereras till motriktade ultra-relativistiska hastigheter i en partikelaccelerator kan, under bevarande av den totala energin, en myriad av olika partiklar uppstå "ur vakuum". Denna metod användes tidigare vid CERNs Large Electron-Positron Collider (LEP) för att utforska de fundamentala krafterna och de mikroskopiska teorierna kvantelektrodynamik (eng. quantum electrodynamics, QED), elektrosvag växelverkan och kvantkromodynamik (eng. quantum chromodynamics, QCD) som tillsammans utgör partikelfysikens  standardmodell).

## Proton-antiproton annihilation
En annan viktig annihilationsprocess som studeras inom högenergifysiken är proton-antiproton annihilation (se Large Hadron Collider, LHC i CERN).